# Driscoll (cráter)
Driscoll es un cráter de impacto de 30 km de diámetro del planeta Mercurio. Debe su nombre a la pintora estadounidense  Clara Driscoll (1861-1944), y su nombre fue aprobado por la  Unión Astronómica Internacional en 2015.